# Zofia Kiełpińska
Zofia Kiełpińska (* 15. Mai 1960 in Zakopane) ist eine frühere polnische Biathletin.
Zofia Kiełpińska trat während ihrer aktiven Zeit zunächst für Dynamitu Chorzów, später für WKS Legia Zakopane an. Sie bestritt ihr erstes internationales Großereignis bei der Winter-Universiade 1987 in Szczyrbskie Jezioro und gewann dort mit der Staffel die Bronzemedaille. Seit Anfang der 1990er Jahre nahm sie regelmäßig an Wettkämpfen der höchsten Kategorie teil. Erstes Großereignis in der Leistungsklasse wurden die Biathlon-Weltmeisterschaften 1990 in Minsk mit dem 44. Platz im Einzel. Ein Jahr später in Lahti belegte sie den 33. Rang im Einzel, wurde Elfte mit der Staffel und Zehnte mit der Mannschaft. Es folgten die Olympischen Winterspiele 1992 in Albertville. Kiełpińska wurde 62. des Einzels, 50. im Sprint und mit Agata Suszka und Halina Pitoń 14. mit der polnischen Staffel. Bestes Ergebnis im Biathlon-Weltcup wurde 1993 ein 35. Platz im Sprint von Oberhof. Bei den Biathlon-Weltmeisterschaften 1993 gewann sie an der Seite von Krystyna Liberda, Anna Stera und Helena Mikołajczyk hinter den Mannschaften aus Frankreich und Weißrussland die Bronzemedaille. Mit der Staffel wurde sie zudem 13. 1994 nahm Kiełpińska zum zweiten Mal an Olympischen Winterspielen teil. Bei den Wettkämpfen in Lillehammer kam die Polin einzig im Sprint zum Einsatz und erreichte dort Platz 68. 1990 gewann sie bei den ersten polnischen Meisterschaften für Frauen den Titel im Einzel, 1992 den Titel im Sprintrennen.

## Bilanz im Biathlon-Weltcup
Die Tabelle zeigt alle Platzierungen (je nach Austragungsjahr einschließlich Olympische Spiele und Weltmeisterschaften).
- 1.–3. Platz: Anzahl der Podiumsplatzierungen
- Top 10: Anzahl der Platzierungen unter den ersten zehn (einschließlich Podium)
- Punkteränge: Anzahl der Platzierungen innerhalb der Punkteränge (einschließlich Podium und Top 10)
- Starts: Anzahl gelaufener Rennen in der jeweiligen Disziplin

| Platzierung                | Einzel | Sprint | Verfolgung | Massenstart | Team | Staffel | Gesamt |
| -------------------------- | ------ | ------ | ---------- | ----------- | ---- | ------- | ------ |
| 1. Platz                   |        |        |            |             |      |         |        |
| 2. Platz                   |        |        |            |             |      |         |        |
| 3. Platz                   |        |        |            |             | 1    |         | 1      |
| Top 10                     |        |        |            |             | 2    | 1       | 3      |
| Punkteränge                |        |        |            |             | 2    | 3       | 5      |
| Starts                     | 9      | 9      |            |             | 2    | 3       | 23     |
| Stand: Daten unvollständig |        |        |            |             |      |         |        |